# 1955 год в истории метрополитена
В этой статье перечисляются основные  события из истории метрополитенов в 1955 году. Полужирным шрифтом выделены открытия новых транспортных систем.

## События
- 9 февраля — открыт Римский метрополитен.
- 15 марта — открыт Кливлендский метрополитен.
- 15 ноября — введён в эксплуатацию первый пусковой участок первой очереди Ленинградского метрополитена с семью станциями: «Площадь Восстания», «Владимирская», «Технологический институт», «Балтийская», «Нарвская», «Кировский завод», «Автово». Станция «Пушкинская» также была построена, но введена в эксплуатацию позднее из-за проблем при строительстве наклонного хода (поезда проследовали её без остановки).